# Cenemus culiculus
Cenemus culiculus là một loài nhện trong họ Pholcidae. Loài này có ở Seychelles.